# わが家で
『わが家で』（わがやで、ドイツ語: Bei uns z'haus）作品361は、ヨハン・シュトラウス2世が作曲したウィンナ・ワルツ。

## 楽曲解説

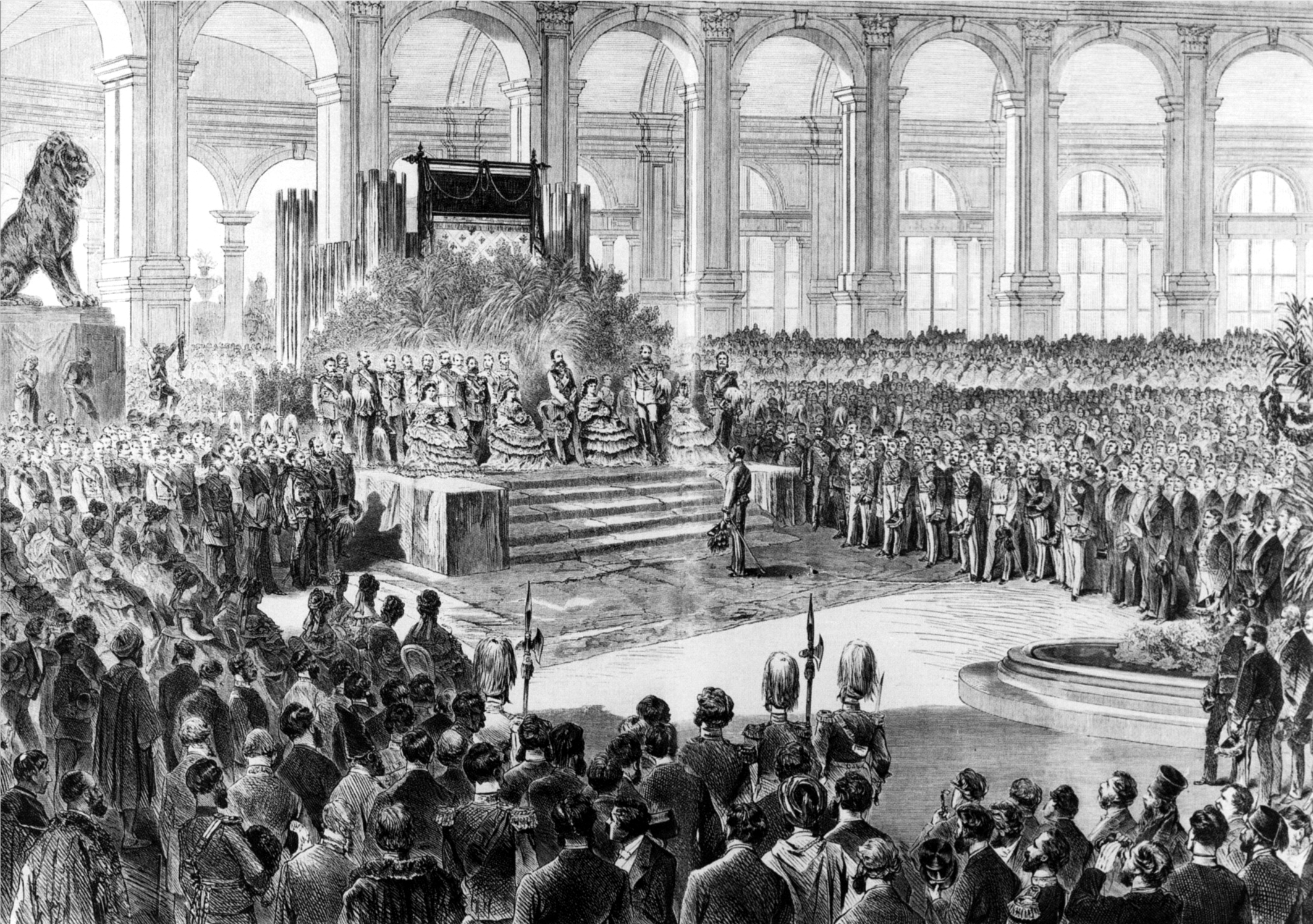
皇帝フランツ・ヨーゼフ1世臨席のもとで行われたウィーン万博開幕式の様子。ちなみにこの時、ヨハン・シュトラウス2世の指揮のもとで当時の国歌『神よ、皇帝フランツを守り給え』が演奏された

1873年8月、ウィーン郊外の野外演奏会で、ウィーン男声合唱協会の協力のもとで初演された。当時はオーストリア＝ハンガリー帝国が国家の威信をかけて開催したウィーン万博の期間中であり、ヨハン・シュトラウス2世とその弟エドゥアルト・シュトラウス1世は、万博を成功させようと精力的に活動していた。
このワルツには、「素晴らしいわがウィーンで、どうぞごゆっくりおくつろぎ下さい」と外国人訪問者を歓迎し、自宅のようにくつろいで万博を楽しむよう呼びかける歌詞がのせられていた。その歌詞の一節は以下のようなものである。
| 「 | さあさあ、お集まりの皆様方。近隣、遠方を問わず、ようこそお越し下さいました。（中略） うるわしき祖国へよせる愛、皇帝ご一家のもとで結ばれた固い絆。 それをいつでも体験できる場所は、わが家を除いて、どこにもございません。 | 」 |

この作品は、ワルツ『ウィーン気質』と並んで同時期の作品の中でもとりわけ有名なものである。1894年10月14日の「作曲家ヨハン・シュトラウスの50周年を祝う祝賀演奏会」のために弟エドゥアルトが作曲した、ヨハン2世の著名なワルツ作品のメドレー『ヨハン・シュトラウスの花冠』（op.292）にも、この『わが家で』の一節が採り入れられている。

## 構成
序奏、4つの小ワルツから成る。

第1ワルツ